# ملعب ماندوزاو
ملعب البلدية إيرماو جينو ماريا روسي (Estádio Municipal Irmão Gino Maria Rossi) ، المعروف باسم ملعب ماندوزاو (Manduzão)، هو ملعب متعدد الأغراض في بوسو أليغري، ميناس جيرايس، البرازيل. يتم استخدامه في الغالب لمباريات كرة القدم، وتبلغ سعته القصوى 26,000 شخص. تم افتتاح الملعب في عام 1997، وكان يُعرف سابقًا باسم ملعب بلدية بوسو أليغري.